# West-Duits voetbalkampioenschap 1921/22
In 1921/22 werd het vijftiende voetbalkampioenschap gespeeld dat georganiseerd werd door de West-Duitse voetbalbond.
Arminia Bielefeld werd kampioen en plaatste zich voor de eindronde om de Duitse landstitel. De club verloor in de eerste ronde met 5:0 van FC Wacker München.

## Deelnemers aan de eindronde
| Club                         | Gekwalificeerd als           |
| ---------------------------- | ---------------------------- |
| Kölner BC 01                 | Rijnkampioen                 |
| Duisburger FV 08             | Kampioen van Bergisch-Mark   |
| Essener TB Schwarz-Weiß 1900 | Kampioen van Ruhr            |
| TG Arminia Bielefeld         | Kampioen van Westfalen       |
| Casseler TuSpo 1848          | Kampioen van Hessen-Hannover |
| Duisburger SpV               | Titelverdediger              |

## Finaleronde
| Plaats | Club                         | Wed. | W | G | V | Saldo | Ptn |
| ------ | ---------------------------- | ---- | - | - | - | ----- | --- |
| 1.     | TG Arminia Bielefeld         | 5    | 3 | 1 | 1 | 11:7  | 7:3 |
| 2.     | Duisburger SpV               | 5    | 3 | 0 | 2 | 9:3   | 6:4 |
| 3.     | Kölner BC 01                 | 5    | 3 | 0 | 2 | 11:4  | 6:4 |
| 4.     | Essener TB Schwarz-Weiß 1900 | 5    | 3 | 0 | 2 | 9:4   | 6:4 |
| 5.     | Duisburger FV 08             | 5    | 1 | 1 | 3 | 3:10  | 3:7 |
| 6.     | Casseler TuSpo 1848          | 5    | 1 | 0 | 4 | 2:17  | 2:8 |

|  | Kampioen, geplaatst voor nationale eindronde |

Play-off
|  |              |       |                      |                  |
|  | Kölner BC 01 | 2 – 1 | TG Arminia Bielefeld | München-Gladbach |
|  |              |       |                      | München-Gladbach |

Oorspronkelijk eindigden Bielefeld en Kölner BC met zeven punten en er werd een play-off om de titel gespeeld die Kölner BC won. Echter protesteerde Essener TB tegen de uitslag van hun wedstrijd tegen Kölner BC die op 2-2 geëindigd was. Volgens Essen was de Schotse speler Gregor Smith niet speelgerechtigd. Het protest van Essen werd ontvankelijk verklaard en er moest een nieuwe wedstrijd gespeeld worden. Uit protest daagde Kölner BC niet op waarop Essen de overwinning kreeg en Bielefeld zo de titel.